# Utsunomiya Light Rail
El Utsunomiya Light Rail ( 宇都宮ライトレール, Utsunomiya raitorēru), también conocido como Tranvía de Utsunomiya, es una línea de tren ligero que presta servicios al Área Metropolitana de Utsunomiya, en la Prefectura de Tochigi, Japón. La línea une Utsunomiya con la ciudad de Haga con un recorrido de 14,6 km. Comienza en la estación Utsunomiya Este y finaliza en la estación Parque Industrial Haga Takanezawa.
La línea es operada por Utsunomiya Light Rail Co., Ltd. (宇都宮ライトレール株式会社 Utsunomiya raitorēru Kabushiki-gaisha?), y se conoce oficialmente como Utsunomiya Light Rail Utsunomiya Haga Line (宇都宮ライトレール宇都宮芳賀ライトレール線?).

## Historia
El proyecto fue aprobado el año 2016. La construcción del tranvía comenzó en 2018, con una fecha prevista de inicio de operaciones en el año 2022. Sin embargo, hubo demora en la construcción que terminó retrasando la entrada en servicio hasta 2023.
El 12 de noviembre de 2022 uno de los vehículos del tren ligero descarriló durante el segundo día de las pruebas técnicas del tranvía, con daños materiales en el tren pero sin víctimas.
La línea del tren ligero se inauguró el 26 de agosto de 2023 y entró en servicio inmediatamente.

## Tarifas
El municipio de Utsunomiya subvencionó un 30 % del billete para los escolares de primaria, secundaria, preparatoria, y universitarios que viajan en el tranvía "Haga-Utsunomiya LRT" y en buses urbanos . El gobierno local de Utsunomiya también introdujo un sistema de descuento de 100 a 200 yenes en tranvía y autobuses, utilizando la tarjeta IC de transporte local.